# Metarhizium anisopliae
Metarhizium anisopliae är en svampart som först beskrevs av Metschn., och fick sitt nu gällande namn av Sorokin 1883. Metarhizium anisopliae ingår i släktet Metarhizium och familjen Clavicipitaceae.   Inga underarter finns listade i Catalogue of Life.

## Källor

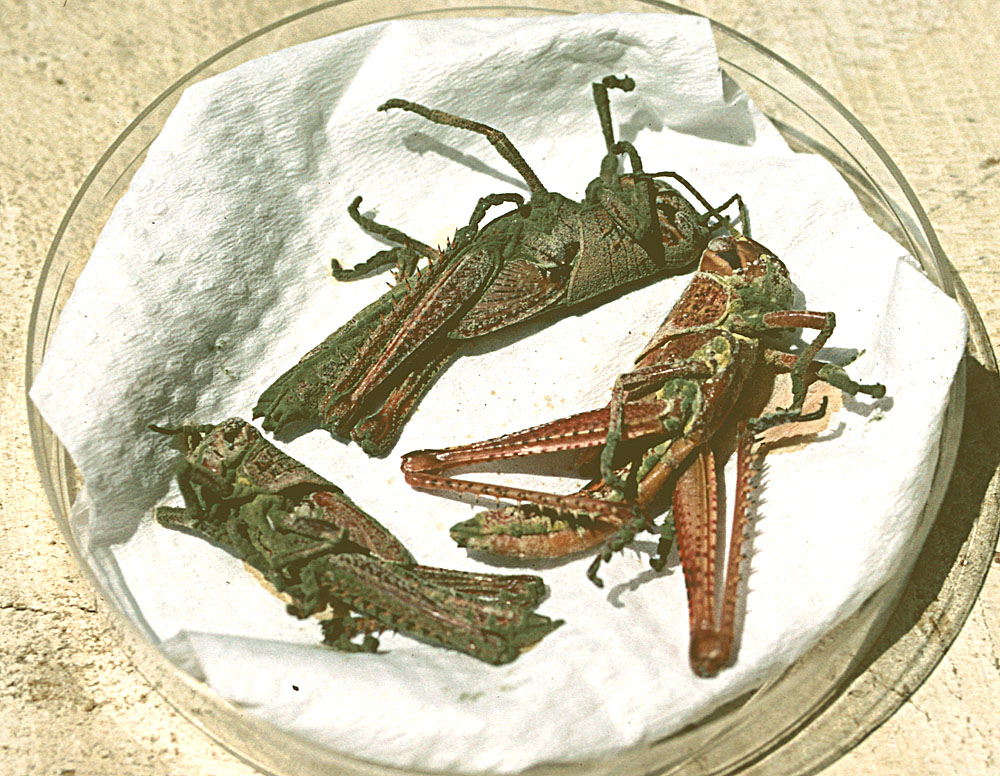
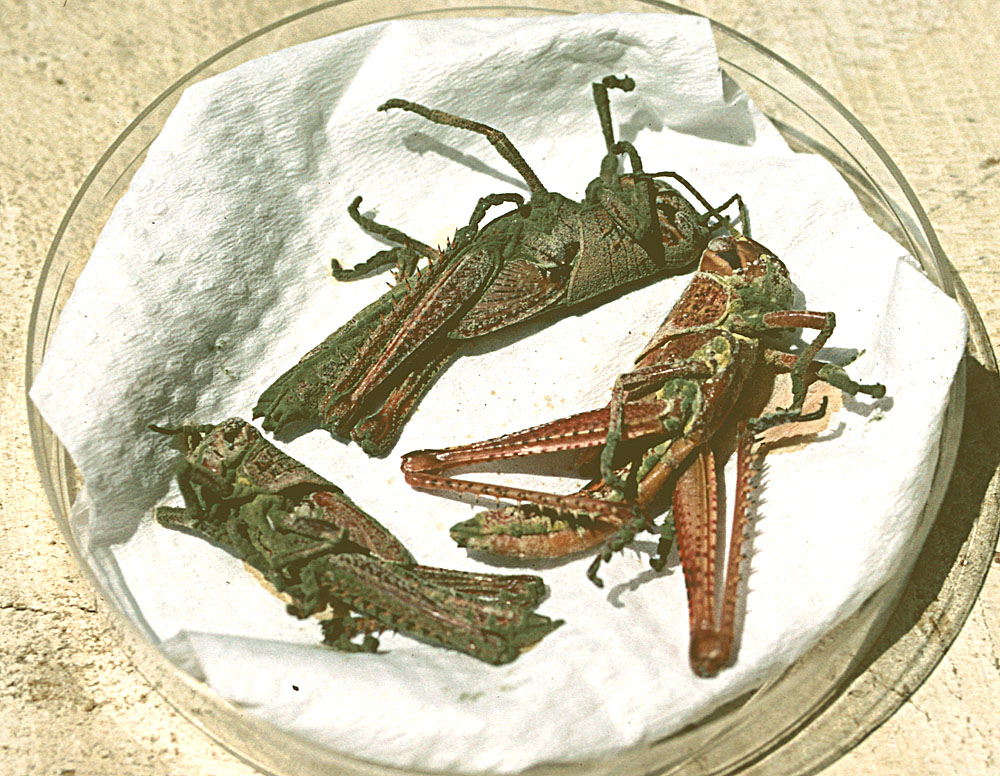
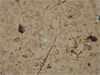